# نوئوه ده خولیو
نوئوه ده خولیو (به اسپانیایی: Nueve de Julio) شهری در کشور آرژانتین، استان بوئنوس آیرس است که در سال ۲۰۰۹ میلادی، حدود ۳۴٬۳۵۰ نفر جمعیت داشته است.